# CoRoT-3
CoRoT-3 è una stella nana bianco-gialla nella costellazione dell'Aquila, a circa 2200 anni luce dal sistema solare . Ha una magnitudine apparente di 13,3, che la rende invisibile all'occhio umano, ma è possibile osservarla con un discreto telescopio nelle notti stellate.

## Sistema planetario
Nel 2008 è stato osservato un pianeta extrasolare CoRoT-3 b orbitare attorno alla sua stella con il metodo del transito. Successive analisi della velocità radiale indicherebbero che l'oggetto in questione sia una nana bruna. 
| Pianeta | Tipo       | Massa          | Periodo orb.          | Eccentricità | Scoperta |
| ------- | ---------- | -------------- | --------------------- | ------------ | -------- |
| b       | Nana bruna | 21,66 ± 1,0 MJ | 4,25680 ± 10-5 giorni | 0            | 2008     |